# Ишихеу
Иши́хеу (кабард.-черк. Ишыхьа) — река в республике Кабардино-Балкария. Протекает вдоль юго-восточной окраины городского округа Нальчик. Длина — 21 км, площадь водосборного бассейна — 96,6 км².

## География
Берёт начало с северного склона Лесистого хребта и течёт с уклоном на северо-восток. К югу от села Нартан резко сворачивает на восток и сливается с рекой Мишхич. Из-за строительства мелиоративных каналов у северного подножья Лесистого хребта, ныне низовье реки фактически обмелело.
Река получила название из-за резкого поворота её русла в окрестностях села Нартан. Ишихеу (кабард.-черк. Ишыхьа) переводится с кабардинского как — скрученная.
Вдоль долины реки расположены дачные поселения в составе городского округа Нальчик — Ошхамахо, Мисхидж, Сосруко, Нур, Нива-1 и Нива-2.

## Данные водного реестра
По данным государственного водного реестра России относится к Западно-Каспийскому бассейновому округу, водохозяйственный участок реки — Терек от впадения реки Урух до впадения реки Малка. Речной бассейн реки — Реки бассейна Каспийского моря междуречья Терека и Волги.
Код объекта в государственном водном реестре — 07020000612108200005091.